# فريدريك رايت (سياسي)
فريدريك رايت هو سياسي كندي، ولد في 28 أكتوبر 1933 في غلاسكو الجديدة، نوفاسكوشيا في كندا. حزبياً، نشط في الحزب الكندي التقدمي المحافظ. وقد انتخب عضو مجلس العموم الكندي.